# سيتوثيريوم
سيتوثيريوم (بالإنجليزية: Cetotherium)‏ كان نوع من أنواع الحيتانيات الشبيهة بالحيتان الحديثة، ويعتقد بأنه كان من الحيتان البالينية الأولى. يعزى أسباب ظهور الحيتان البالينية إلى التغييرات المناخية والبيئية، والتي أجبرت هذه الحيتان على التأقلم على تناول العوالق أو الكائنات الصغيرة كبدائل للكائنات الأكبر حجماً. تشير الأحافير إلى أن حيتان السيتوثيثيريوم عاشت ما بين أواسط إلى أواخر عصر الميوسين. كانت أيضاً تعتبر إحدى فرائس قرش الميغالودون والحيتانيات المفترسة.